# Етије
Етије (фр. Etilleux) насеље је и општина у централној Француској у региону Центар (регион), у департману Ер и Лоар која припада префектури Ножан ле Ротру.
По подацима из 2011. године у општини је живело 255 становника, а густина насељености је износила 30,54 становника/km². Општина се простире на површини од 8,35 km². Налази се на средњој надморској висини од 270 метара (максималној 265 m, а минималној 162 m).

## Демографија
| 1962. | 1968. | 1975. | 1982. | 1990. | 1999. | 2011. |
| ----- | ----- | ----- | ----- | ----- | ----- | ----- |
| 219   | 233   | 200   | 168   | 184   | 188   | 255   |

График промене броја становника у току последњих година